# Bảo tàng Đài phát thanh Wrocław

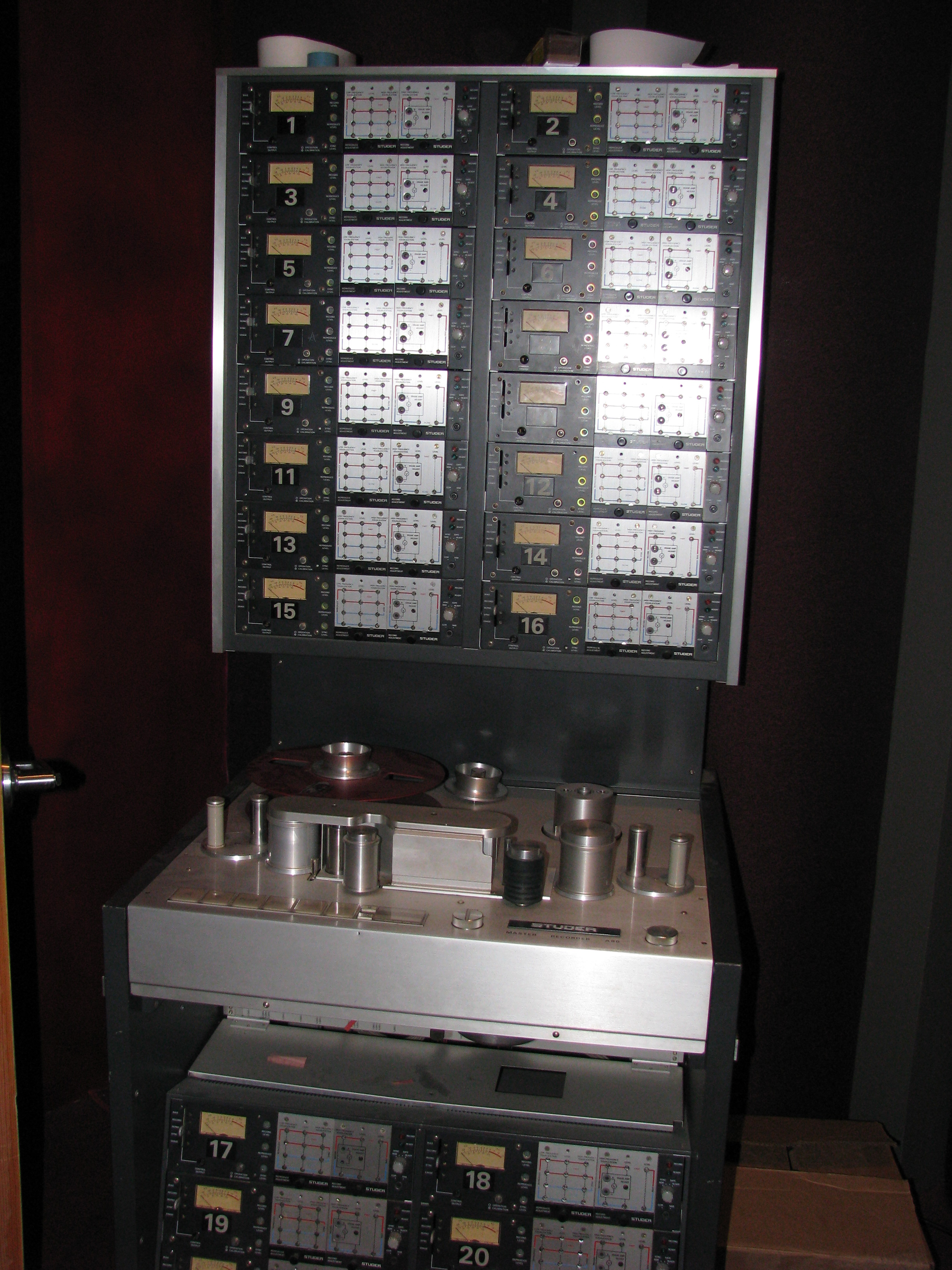
Máy ghi âm A80

Bảo tàng Đài phát thanh Wrocław - là một bảo tàng hoạt động tại Đài phát thanh Wrocław. Bảo tàng nằm ở số 10, đường Karkonoska, thành phố Wrocław, tỉnh Dolnośląskie, Ba Lan. Tòa nhà, nơi chứa cả trạm phát sóng và bảo tàng được xây dựng vào năm 1925 cho nhu cầu của đài phát thanh tư nhân Schlesische Funkstunde AG, và nhà thầu của nó là công ty Telefunken. Trong những năm sau đó, đài phát thanh có tên là Reichssender Breslau và từ năm 1946 trở thành Đài phát thanh Ba Lan Wrocław.
Bảo tàng được thành lập năm 2001 theo sáng kiến của Jerzy Rezler - một cựu kỹ sư âm thanh. Kể từ đó, bảo tàng đã tổ chức hơn 300 triễn lãm, là bằng chứng cho hơn 100 năm lịch sử phát thanh cũng như các kỹ thuật truyền thông. Triển lãm bao gồm những món quà được tặng từ người nghe và các nhân viên cũ của Radio Wrocław.
Trong bảo tàng có thể được nhìn thấy các máy thu radio đầu tiên, micro cổ, thiết bị đo lường, biếm họa, quà lưu niệm cá nhân, hình ảnh và tài liệu. Độc đáo ở quy mô quốc gia là máy ghi âm tương tự Studer A80 16 track, bao gồm, trong số những người khác, nhạc cho bộ phim "Ngày hôm qua" của đạo diễn Radosław Piwowarski, bản ghi âm cho sản xuất bốn phần của Maciej Wojtyszka có tựa đề "Master and Margaret" và một số hình ảnh phim của Jan Jakub Kolski.
Tại đây, du khách có nghe các chương trình phát sóng lưu trữ từ đài phát thanh Taśmoteka, như báo cáo từ Đại hội trí thức quốc tế tại Wrocław năm 1948 hoặc các chương trình tuyên truyền gốc của Đức.
Bảo tàng mở cửa từ thứ Hai đến thứ Sáu 9,00-15,00 giờ, cho cả hai nhóm có tổ chức và khách tham quan cá nhân. Bạn chỉ cần điện thoại trước, khi đến với bảo tàng, bạn sẽ được nghe một trình bày về bảo tàng (nhóm tối đa 20 người), phù hợp với độ tuổi và sở thích của du khách, kết hợp với một chuyến tham quan radio.